# Фторид титана(III)
Фторид титана(III) — неорганическое соединение, соль металла титана и плавиковой кислоты с формулой TiF3, фиолетовые кристаллы, растворимые в воде.

## Получение
- Растворение титана в плавиковой кислоте:

{\displaystyle {\mathsf {2Ti+6HF\ {\xrightarrow {}}\ 2TiF_{3}+3H_{2}}}}
- Восстановление фторида титана(IV) медью:

{\displaystyle {\mathsf {2TiF_{4}+Cu\ {\xrightarrow {T}}\ 2TiF_{3}+CuF_{2}}}}

## Физические свойства
Фторид титана(III) образует фиолетовые кристаллы, растворимые в воде.

## Химические свойства
- Является наиболее устойчивым тригалогенидом титана. При комнатной температуре не склонен к окислению кислородом воздуха.
- С фторидами щелочных металлов и аммония образует комплексные фториды:

{\displaystyle {\mathsf {TiF_{3}+2NaF\ \rightleftarrows \ Na_{2}[TiF_{5}]}}}
{\displaystyle {\mathsf {TiF_{3}+3NH_{4}F\ \rightleftarrows \ (NH_{4})_{3}[TiF_{6}]}}}
- При нагревании до 950 °C начинает разлагаться, подвергаясь диспропорционированию:

{\displaystyle {\mathsf {4TiF_{3}\ {\xrightarrow {950^{o}C}}\ 3TiF_{4}+Ti}}}